# ブズカシ
ブズカシ、または、ブズガシ（ペルシア語：بُزكشی Buzkashī、 بُزکَشی Buzgashī）とは、2組の騎馬隊が、動物の身体を奪い合う競技である。元来はヤギを奪い合う競技だったが、ウシの幼体の胴体を奪い合うように変化した。なお、アフガニスタンの国技とされているものの、アフガニスタン国内においてルールが完全に統一されているわけではない。

## 名称
競技名は、ペルシャ語で「ヤギを引きずる」（「ヤギ」بُز buz+「引く、引っ張る、引きずる」 كشی kashī）という意味である。その名の通り、元来は騎馬隊が生きたヤギを引き回していたものの、後に、頭部を除いた死んだ子牛の体を使うように変化した。

## 競技

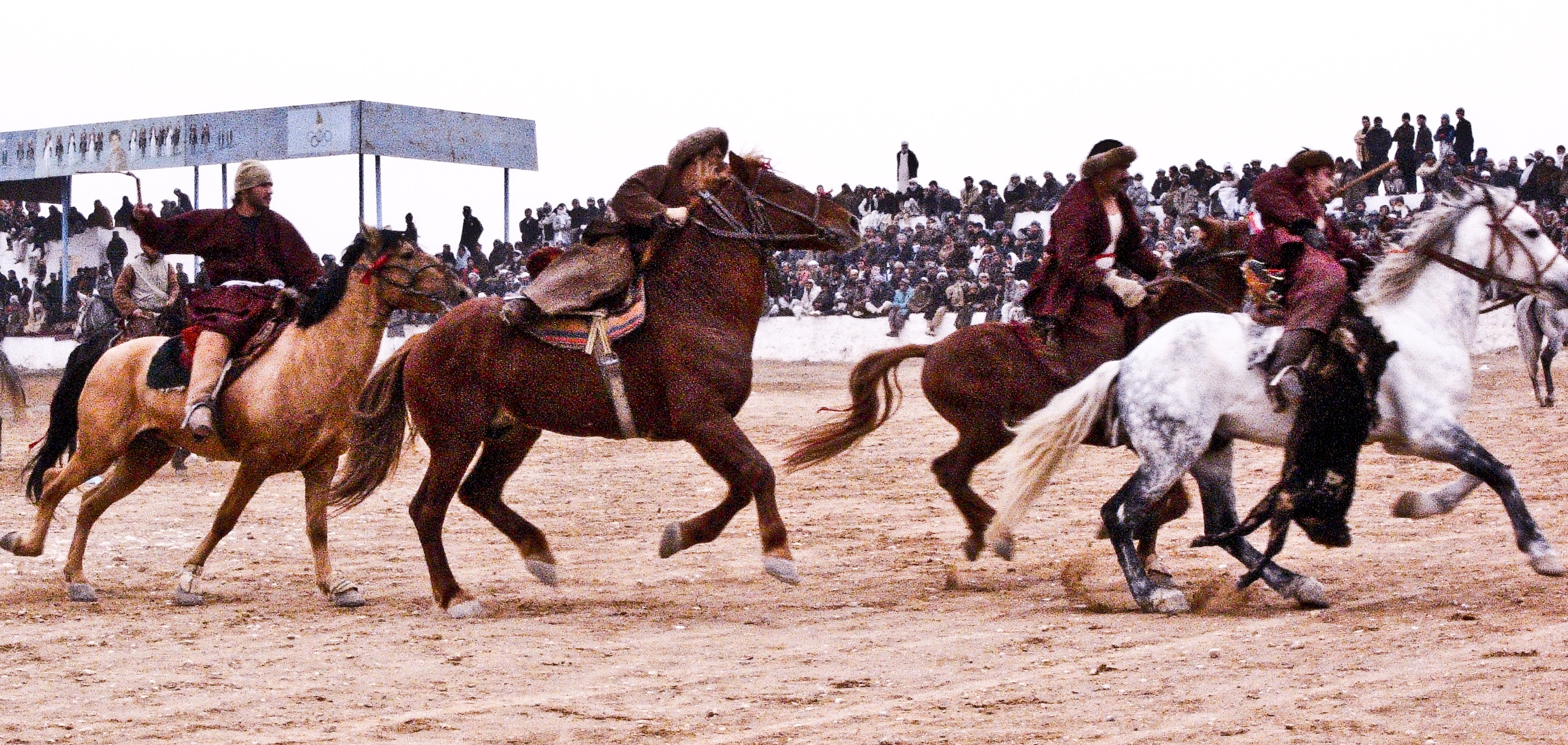
ブズカシの競技の様子。

アフガニスタンオリンピック連盟によって、ブズカシの公式ルールが定められている。例えば、相手の騎手を故意に鞭で叩く行為や、馬上から相手の騎手を故意に突き落とす行為は、禁じられている。ただし、アフガニスタンの首都であるカーブルでの大会を除くと、公式ルール通りに競技が為されていない場合も多く、北部地域では公式ルールに従って競技が行われる事例はほとんどない。
ブズカシの選手はチャーパーンダーズ（چاپ‌انداز、Chapandaz）と呼ばれる。アフガニスタンは多民族国家であり、チームは民族ごとに編成される。

## 政情との兼ね合い
20世紀後半からアフガニスタンは政情が不安定であり、たびたびクーデターや内戦や戦争などで、政権が崩壊してきた。ブズカシを取り巻く状況にも、変化が見られる。例えば、ターリバーンは第1次政権時代はブズカシを禁止していたのに対し、再度権力を握った2021年以後はブズガシを認める方向に転換し、リーグ戦なども行われている。
なお、1979年にはクーデターが発生して、その時の政権は崩壊したわけだが、その1979年から発行された、500アフガニ紙幣には、ブズカシの競技の様子が描かれていた。

## 登場作品
例えば、シルヴェスター・スタローンが主演するランボーシリーズの第3作『ランボー3/怒りのアフガン』に、ブズカシの様子が登場する。
「アニメーション紀行 マルコ・ポーロの冒険」第17回「まぼろしの騎士 チャパンドゥー」にブズカシの様子がアニメーションと取材当時の 実写ドキュメンタリー映像で登場する。

## 背景
アフガニスタン付近は比較的乾燥した気候であり、家畜の放牧が盛んであった。もちろん、農作物の栽培も行われてきた土地柄であり、21世紀初頭においても農業が主産業である。そうではあっても、放牧が盛んな状況は変わっておらず、食肉や皮革や毛なども盛んに出荷されており、2018年時点で、耕作地が約8万 km2であるのに対して、牧場と牧草地が約30万 km2である。